# Apogon rubrifuscus
Apogon rubrifuscus är en fiskart som beskrevs av Greenfield och Randall 2004. Apogon rubrifuscus ingår i släktet Apogon och familjen Apogonidae. Inga underarter finns listade i Catalogue of Life.